# MyBB
MyBB (dawniej MyBBoard i pierwotnie MyBulletinBoard) – otwartoźródłowe oprogramowanie forum dyskusyjnego, rozpowszechniane na zasadach licencji LGPL.

## Informacje ogólne
Oprogramowanie MyBB wykorzystuje PHP i bazę danych MySQL. Możliwości oraz interfejs zbliżone są do darmowego oprogramowania phpBB3. Skrypt jest rozpowszechniany na zasadach licencji LGPL w wersji 3. Dostępny jest w wielu językach, także w języku polskim. 

## Możliwości i funkcje
MyBB oferuje szereg możliwości oraz funkcji zarządzania forum, poczynając od zaawansowanych opcji konfiguracyjnych, pluginów, styli oraz wykorzystania technologii AJAX do szybkiej edycji postów i wątków, jak również automatycznego uzupełniania pól w formularzach.

### Oferowane funkcje

#### Ogólne
- Możliwość utworzenia wielu forów w obrębie jednej bazy danych.
- Możliwość personalizacji wyglądu przy pomocy systemu szablonów i motywów.
- Możliwość utworzenia forum wielojęzycznego.
- Skrypt oparty na PHP, zgodny z MySQL, PostgreSQL oraz SQLite.

#### Użytkownicy
- Możliwość definiowania własnych pól w profilu.
- System prywatnych wiadomości z możliwością śledzenia i tworzenia folderów.
- System reputacji użytkowników oraz postów umożliwiający wzajemne ocenianie się użytkowników.
- Podpisy (sygnatury), awatary, listy przyjaciół i osób ignorowanych oraz możliwość subskrypcji poszczególnych działów.

#### Tworzenie treści
- Możliwość załączania plików do postów.
- Automatyczne generowanie miniaturek do załączanych zdjęć.
- Możliwość dodawania uśmieszków i kodu BB pojedynczym kliknięciem.
- Możliwość powiadomienia e-mailem o nowych postach.
- Tworzenie ankiet jedno- lub wielokrotnego wyboru.
- Możliwość cytowania wielu postów w jednej odpowiedzi.

#### Wyświetlanie wątków
- Widok standardowy lub w formie drzewa.
- Wyświetlanie wątków w wersji do druku.
- Możliwość subskrypcji wątku lub dodania go do listy ulubionych.
- Szybka odpowiedź do wątku (bez otwierania kolejnej strony).

#### Moderacja
- Możliwość przypisywania moderatorów do poszczególnych działów, nadania im zezwoleń, a także uczynienia ich Super Moderatorami, umożliwiając im moderowanie wszystkich działów.
- Rejestrowanie działań moderatorów.
- Możliwość otwierania, zamykania, przyklejania (wyświetlania na początku listy) wątków.
- Możliwość przenoszenia lub kopiowania wątków między działami, łączenia wątków oraz przenoszenia postów do innych wątków.
- Możliwość wykonywania danej akcji przez moderatorów na wielu wybranych wątkach lub postach naraz.
- Możliwość tworzenia własnych narzędzi moderacyjnych, umożliwiających wykonaniu kilku akcji.
- Panel kontrolny moderatora, umożliwiający podstawowe akcje administracyjne takie jak zarządzanie ogłoszeniami na forum, akceptowanie lub odrzucanie wątków lub postów w moderowanych przez nich działach oraz częściową edycję profili użytkowników.

#### Administracja
- Zarządzanie ogłoszeniami na forum.
- Możliwość przypisywania zezwoleń poszczególnym działom i grupom użytkowników (na zasadzie tak/nie).
- Zarządzanie emotikonami, ikonami wątków, cenzurą słów.
- Możliwość tworzenia własnego kodu BB.
- Możliwość banowania użytkowników na adres IP, e-mail lub nazwę użytkownika, tymczasowo lub na stałe.
- Możliwość nadawania użytkownikom ograniczonych praw administracyjnych.

#### Pozostałe funkcje
- Lista osób będących aktualnie na forum.
- Kalendarz umożliwiający tworzenie kilkudniowych lub powtarzających się zdarzeń, moderację zdarzeń oraz tworzenie zdarzeń publicznych i prywatnych.
- Edytowalna dokumentacja forum.
- Lista użytkowników z podglądem profilu.
- Lista osób odpowiedzialnych za forum (z możliwością ustalenia, które grupy użytkowników do niej należą, a które nie).

## MyBB 1.9

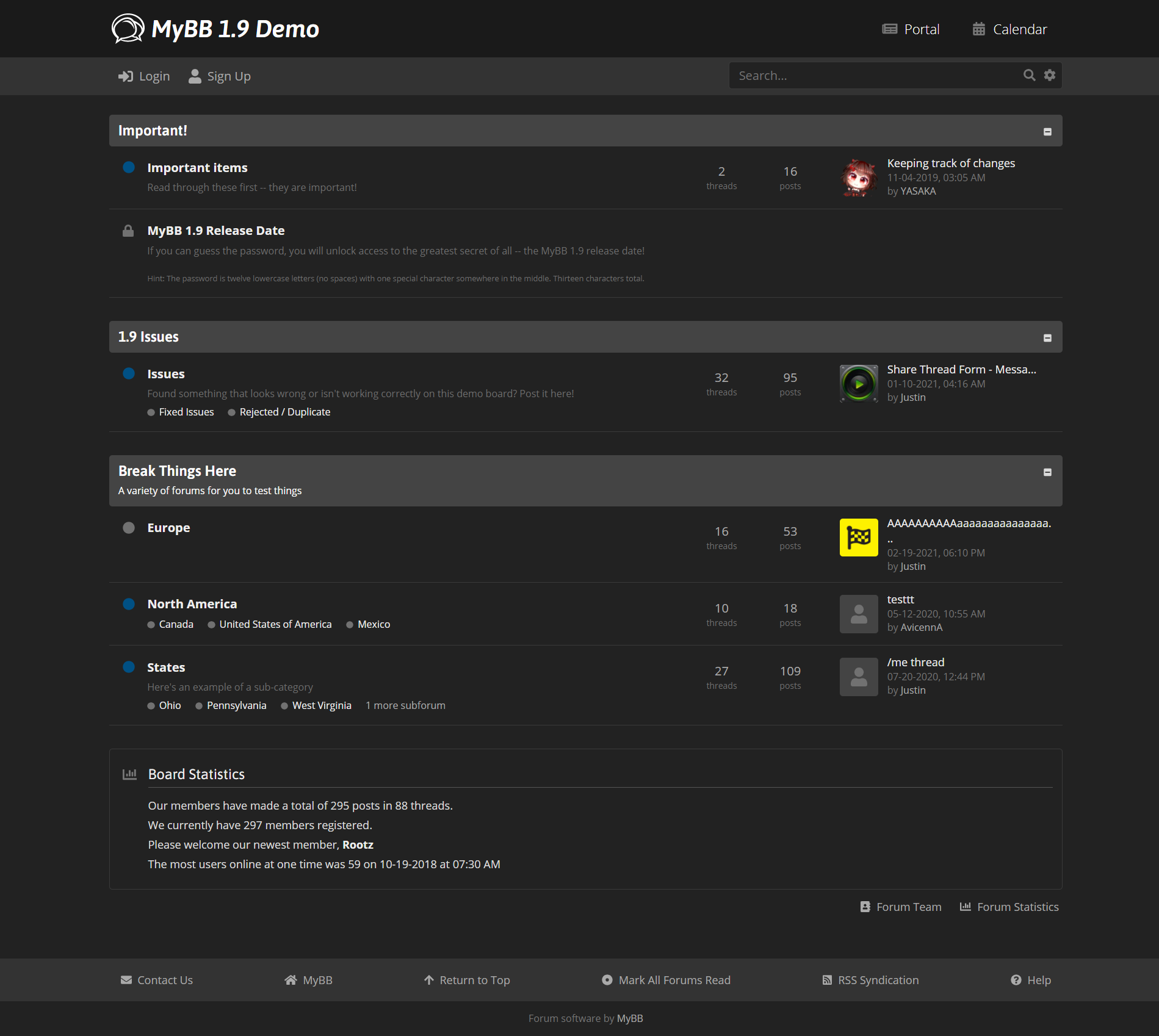
Zrzut ekranu strony głównej domyślnego szablonu w wersji ciemnej.

5 października 2018 roku zespół MyBB poinformował o zmianach w nadchodzącej wersji MyBB oznaczonej numerem 1.9. Wersja ta będzie posiadać całkowicie nowy, przepisany szablon w standardzie HTML5 i CSS3. Szablon będzie responsywny, przystosowany pod urządzenia mobilne. Będzie dostępny w dwóch wariantach kolorystycznych: jasnej i ciemnej.
17 maja 2021 roku zespół MyBB poinformował co będzie dalej z wersją 1.9:
- Po wydaniu wersji 1.8.27 cały zespół programistów zostanie skierowany do pracy nad wersją 1.9.
- Do wersji 1.9 mają zostać dodane zmiany z wersji 1.8.27.
- Później odbędzie się szereg testów w celu zapewnienia, że wszystkie wprowadzone zmiany do wersji 1.8 w ostatnich wersjach zostały odzwierciedlone w nowych szablonach.
- Po zakończeniu testów, zostanie udostępnione Live Demo dla wszystkich, które będzie czyszczone codziennie o północy.

7 marca 2023 roku zespół MyBB poinformował o nowym wyglądzie instalatora MyBB 1.9.

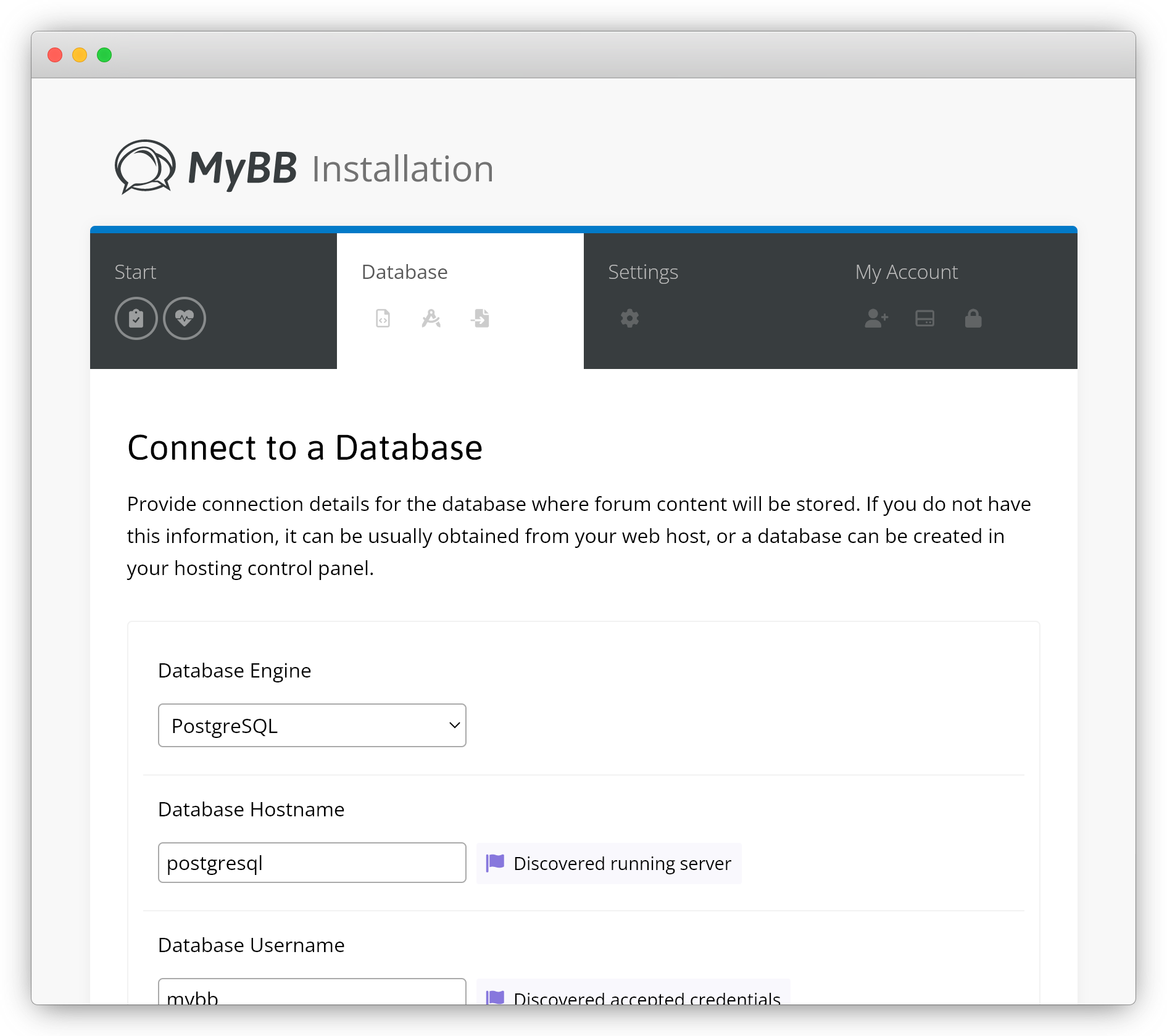
Zrzut ekranu nowego wyglądu instalatora. Na zrzucie ekranu został ukazany proces łączenia się z bazą danych.

Kluczowe zmiany w nowym instalatorze:
- Usunięto dane wejściowe dotyczące ustawień związanych z plikami cookie HTTP.
- Reorganizacja instalatora zmniejszyła liczbę kroków do czterech, grupując wszystkie powiązane operacje według typów danych, od których zależą.
- Pliki językowe instalatora zostały przeniesione do struktury, co oznacza, że pliki mogą być dostarczane w zwykłych pakietach językowych.
- Funkcja sprawdzania wersji została zreplikowana w interfejsie GUI.
- Wprowadzono ulepszenia w formularzu poświadczeń bazy danych.
- Nowy interfejs wykorzystuje pojedynczy punkt wejścia.
- Funkcja automatycznego logowania została rozszerzona o inicjalizację sesji dla ACP.
- Procesy obsługują flagi, które można podać jako parametry adresu URL.
- Instalator został wyposażony w dodatkowe zabezpieczenia zapobiegające nadużyciom.
- Zaimplementowano skrypt PHP z wiersza poleceń, zbudowany z The Console Component Symfony.
- Dokonano relokacji pliku zawierającego sumy kontrolne aplikacji: funkcja weryfikacji plików w trybie online została zmodyfikowana, aby uwzględnić go w pakiecie do weryfikacji offline.
- Zaktualizowano MyBB Development Stack (Docker Compose).

Dokładna data wydania wersji 1.9 nie jest jeszcze znana.

## Merge System
Merge System pozwala na łatwe połączenie istniejącego forum (czy to MyBB, czy innego oprogramowania forum) w forum MyBB 1.8. Merge System automatycznie konwertuje dane z innego oprogramowania forum (jeśli dotyczy) do formatu przyjaznego dla MyBB.
Następujące oprogramowanie forum jest obsługiwane przez Merge System:
- bbPress 2.5
- FluxBB
- Invision Power Board 3
- Invision Power Board 4
- MyBB 1.8
- phpBB 3
- punBB 1.2
- SMF 1.1
- SMF 2.0
- Vanilla
- vBulletin 3
- vBulletin 4
- WoltLab Burning Board 3
- WoltLab Burning Board 4
- Woltlab Burning Board Lite 2
- XenForo 1
- XenForo 2

## Wymagania systemowe
Wymagania oprogramowania MyBB:
- PHP ⩾ 7.4
- MySQL ⩾ 5.0, PostgreSQL ⩾ 8.1 lub SQLite ⩾ 3
- Apache, nginx, lighttpd lub IIS webserver

Wymagane są również następujące rozszerzenia PHP:
- SimpleXML
- mbstring
- gd
- rozszerzenie bazy danych